# Tambusoides multifasciculatus
Tambusoides multifasciculatus là một loài bọ cánh cứng trong họ Cerambycidae.